# Hans Dieter Tylle

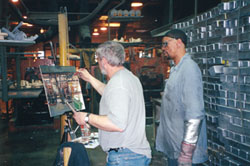
Hans Dieter Tylle bei der Arbeit, 2002

Hans Dieter Tylle (* 24. März 1954 in Bayreuth) ist ein deutscher bildender Künstler (Maler). Sein künstlerischer Schwerpunkt liegt in realistischen Gemälden aus der Arbeitswelt und Landschaften.

## Leben
Hans Dieter Tylle wuchs in Bayreuth auf. Nach dem Abitur am Graf-Münster-Gymnasium hatte er seine erste Einzelausstellung in Bayreuth.
Er studierte von 1975 bis 1980 freie Kunst an der Kunsthochschule Kassel bei Manfred Bluth, der sehr großen Wert auf eine klassische akademische Ausbildung legte. Auf mehrwöchigen Reisen nach Frankreich, Spanien, Italien und Schottland vervollkommnete Hans Dieter Tylle seine Fertigkeiten in der Pleinair-Malerei. Parallel dazu erweiterte er sein handwerkliches Können in der Akt- und Porträtmalerei. Hieraus entwickelte er seine bis heute benutze Methode zur Annäherung an sein Bildthema Arbeitswelt. Er hält die Situation in Industriebetrieben – teilweise unter extremen Bedingungen, wie im Kohlebergbau oder an Hochöfen – in kleinformatigen Ölstudien fest, und führt dann im Atelier großformatige Ölbilder aus, bei denen ihm oft Arbeiter Modell stehen.
1982 gewann er den 1. Preis im Wettbewerb „Die Arbeitswelt in der Bildenden Kunst“ in Karlsruhe. Bis 1983 unterrichtete er Aktzeichnen an der Kunsthochschule Kassel.
1987 nahm er am 7. Internationalen Pleinair in Eisleben in der DDR teil. Er wirkte 1990 an der Gründung des Künstlersonderbundes in Deutschland mit und war von 1996 bis 1998 dessen Stellvertretender Vorsitzender.
1999 beauftragte die Kley-Kunst-Stiftung Hans Dieter Tylle mit einem Gemälde zum 10. Jahrestag der Wiedervereinigung. Es entstand das 240 cm × 620 cm große Triptychon Der 9. November in Deuna, am Morgen danach.
Seit 2002 verlagerte sich sein künstlerisches Schaffen in die USA, wo er in verschiedensten Industriezweigen künstlerisch tätig war. Durch Aufträge für das Grohmann-Museum in Milwaukee, für das er von 2006 bis 2008 ein 60 m² großes Deckengemälde und ein 32 m³ Außenwand-Gemälde schuf und die Entwürfe für ein Fußbodenmosaik und acht Glasfenster lieferte, wurde seine künstlerische Ausdrucksmöglichkeit weiter bereichert.
Mittlerweile setzte er in über 100 Unternehmen in Europa und den USA die moderne Arbeitssituation malerisch um. Trotzdem lässt ihn die Landschaftsmalerei nicht los. Aber auch hier sucht er oft die extreme Landschaft, z. B. in Island, Nordafrika oder Japan.
In zweiter Ehe mit der Schriftstellerin Brigitte Endres verheiratet, lebt und arbeitet H.D. Tylle heute in Kassel, München und Milwaukee, USA.

## Werke
- Arbeiten von Hans Dieter Tylle in Museen: Deutsches Historisches Museum Berlin; Wallraf-Richartz-Museum Köln; Deutsches Bergbau-Museum Bochum; DASA Dortmund; Deutsches Schifffahrtsmuseum Bremerhaven; Grohmann Museum at MSOE Milwaukee USA.
- Corona, 2021, 90 cm × 150  cm, Öl/Leinwand[1]
- Brigitte Merk-Erbe, Oberbürgermeisterin Bayreuth, 2020, 105 cm × 80  cm, Öl/Leinwand[2]
- Baustelle in der Nähe der Queensboro Bridge |  New York, USA, 2020, 95 cm × 140  cm, Öl/Leinwand[3]
- Deutschland 2015, 2015, 90 cm × 180  cm, Öl/Leinwand[4]
- Calle due Corti | Venedig, 2015, 70 cm × 120  cm, Öl/Leinwand[5]
- Life Science, Danvers MA, USA, 2014, 110 cm × 220  cm, Öl/Leinwand[6]
- Schweißen der Pipeline. Michels, Brownsville USA, 2006, 75 cm × 110 cm, Öl/Leinwand[7]
- Brasserie Nat S.A.Luxemburg. (Bofferding), 2005, 100 cm × 300 cm, Öl/Leinwand[8]
- Kokillenmaschinen. Aceco, Milwaukee USA, 2002, 90 cm × 150 cm, Öl/Leinwand[9]
- Der 9. November in Deuna, am Morgen danach. 1999, 280 cm × 600 cm, Öl/Leinwand[10]
- Traktor am Myrdallsjökull. Island, 30. September 1994, 85 cm × 170 cm, Öl/Leinwand[11]
- August-Bebel-Hütte. Mansfeld-Kombinat, 1987, 130 cm × 200 cm, Öl/Leinwand[12]
- Die entlassene Prospekteinlegerin. Hessisch Niedersächsische Allgemeine, Kassel 1980, 140 cm × 200 cm, Öl/Leinwand[13]
- VW-Bild, Volkswagen AG Wolfsburg. 1980, 155 cm × 240 cm, Öl/Leinwand[14]
- Kunstwerke von H.D. Tylle im und für das Grohmann Museum, Milwaukee, WI USA[15]